# Dzięcioł ochrowy
Dzięcioł ochrowy (Celeus ochraceus) – gatunek średniej wielkości ptaka z rodziny dzięciołowatych (Picidae). Jest endemitem Brazylii. Nie jest zagrożony.

## Systematyka
Gatunek po raz pierwszy zgodnie z zasadami nazewnictwa binominalnego opisał Johann Baptist von Spix, nadając mu nazwę Picus ochraceus. Opis ukazał się w 1824 roku w Avium species novae, quas in itinere annis MDCCCXVII-MDCCCXX per Brasiliam. Obecnie gatunek umieszczany jest w rodzaju Celeus. Tradycyjnie dzięcioł ochrowy był uznawany za podgatunek dzięcioła żółtawego (Celeus flavescens); po przedstawieniu w 2011 roku przez M. Robbinsa i B. Benza badań nad DNA dla całego rodzaju Celeus, w 2017 roku South American Classification Committee zaproponowała wydzielenie go jako odrębnego gatunku. Jest to gatunek monotypowy, tzn. nie wyróżnia się podgatunków.

### Etymologia
- Celeus: gr. κελεος keleos – „zielony dzięcioł”[12]
- ochraceus: łac. ochraceus – „ochrowy”[13].

## Morfologia
Średniej wielkości dzięcioł o stosunkowo krótkim, lekko zakrzywionym i spiczastym dziobie o barwie od rogowej do niebieskoszarej, a nawet czarniawej, dolna szczęka jaśniejsza. Tęczówki w kolorze od czerwonego do czerwonobrązowego, wokół oka naga, niebieskoszara skóra. Nogi silne niebieskoszare. 
Pióra głowy tworzą charakterystyczny długi, spiczasty czub. Głowa w kolorze od płowego do ochrowego, czasami z lekkimi odcieniami cynamonu i czarnymi przebarwieniami w okolicach oczu. Samce mają szeroki czerwony pas policzkowy. Podbródek, gardło i szyja w tym samym kolorze co cała głowa. Górna część ciała, górne pokrywy skrzydeł i grzbiet płowocynamonowe do pomarańczowoochrowych z czarnymi prążkami w kształcie trójkątów lub serc. Lotki pierwszego rzędu czarne, drugiego rzędu ochrowe z niewielkimi czarnymi prążkami, trzeciego rzędu cynamonowo-płowożółte z czarnymi końcówkami. Ogon czarny, a w części przy zadzie płowo-cynamonowy z prążkami. Młode osobniki przypominają dorosłe, wyróżniają się ciemniejszymi barwami, a czasami brązową głową. Długość ciała około 25–27 cm, przeciętna masa ciała wynosi 139 g.

## Zasięg występowania
Dzięcioł ochrowy występuje w środkowej części wschodniej Ameryki Południowej. Zasiedla obszary do poziomu morza do wysokości 1200 m n.p.m. Występuje w Brazylii od zachodniego Pará do wybrzeży Atlantyku oraz na południe do wschodniej części stanu Bahia i do stanu Espírito Santo. Jest gatunkiem osiadłym. Zasięg występowania według szacunków organizacji BirdLife International obejmuje około 2,82 mln km².

## Ekologia
Jego głównym habitatem są wilgotne lasy, również sawanny i formacja roślinna caatinga. Bywa także spotykany na obrzeżach lasów, w lasach galeriowych i sadach. Odżywia się głównie mrówkami nadrzewnymi z rodzajów Camponotus, Crematogaster, Dolichoderus oraz termitami; dietę urozmaica owocami, w tym jagodami. Żeruje zazwyczaj w parach lub małych grupach rodzinnych.

### Rozmnażanie
Sezon lęgowy ma miejsce w okresie kwiecień–czerwiec. Gniazda buduje w dziuplach drzew, często w nadrzewnym gnieździe mrówek. Brak szczegółowych informacji o rozmnażaniu tego gatunku.

## Status
W Czerwonej księdze gatunków zagrożonych IUCN dzięcioł ochrowy jest uznawany za gatunek najmniejszej troski (LC, Least Concern) od 2014 roku, kiedy to po raz pierwszy sklasyfikowano go jako odrębny gatunek. Liczebność populacji nie została oszacowana, ale ptak ten jest opisywany jako dosyć pospolity. Trend liczebności populacji uznawany jest za spadkowy ze względu na utratę i fragmentację siedlisk.